# Skrino, Kiustendil
Skrino (în bulgară Скрино) este un sat în comuna Boboșevo, regiunea Kiustendil,  Bulgaria. 

## Demografie
Componența etnică a satului Skrino
     Bulgari (100%)
     Nicio identificare (0%)
     Altele (0%)
La recensământul din 2011, populația satului Skrino era de 69 locuitori. Din punct de vedere etnic, 100% locuitori erau bulgari.